# Rosenwurz
Rosenwurz (Rhodiola rosea) ist eine Pflanzenart aus der Gattung Rhodiola innerhalb der Familie der Dickblattgewächse (Crassulaceae).

## Beschreibung

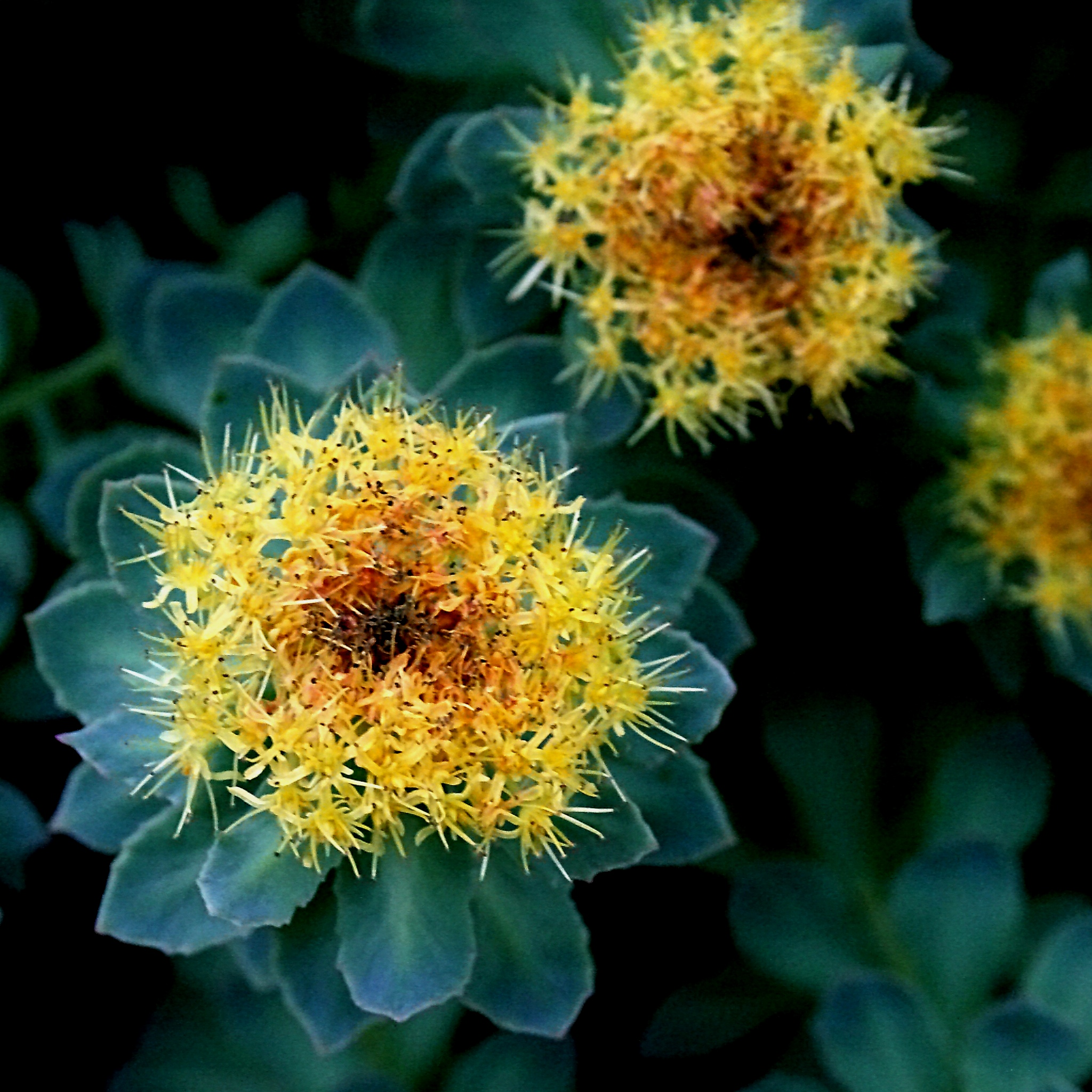
Blütenstand von oben

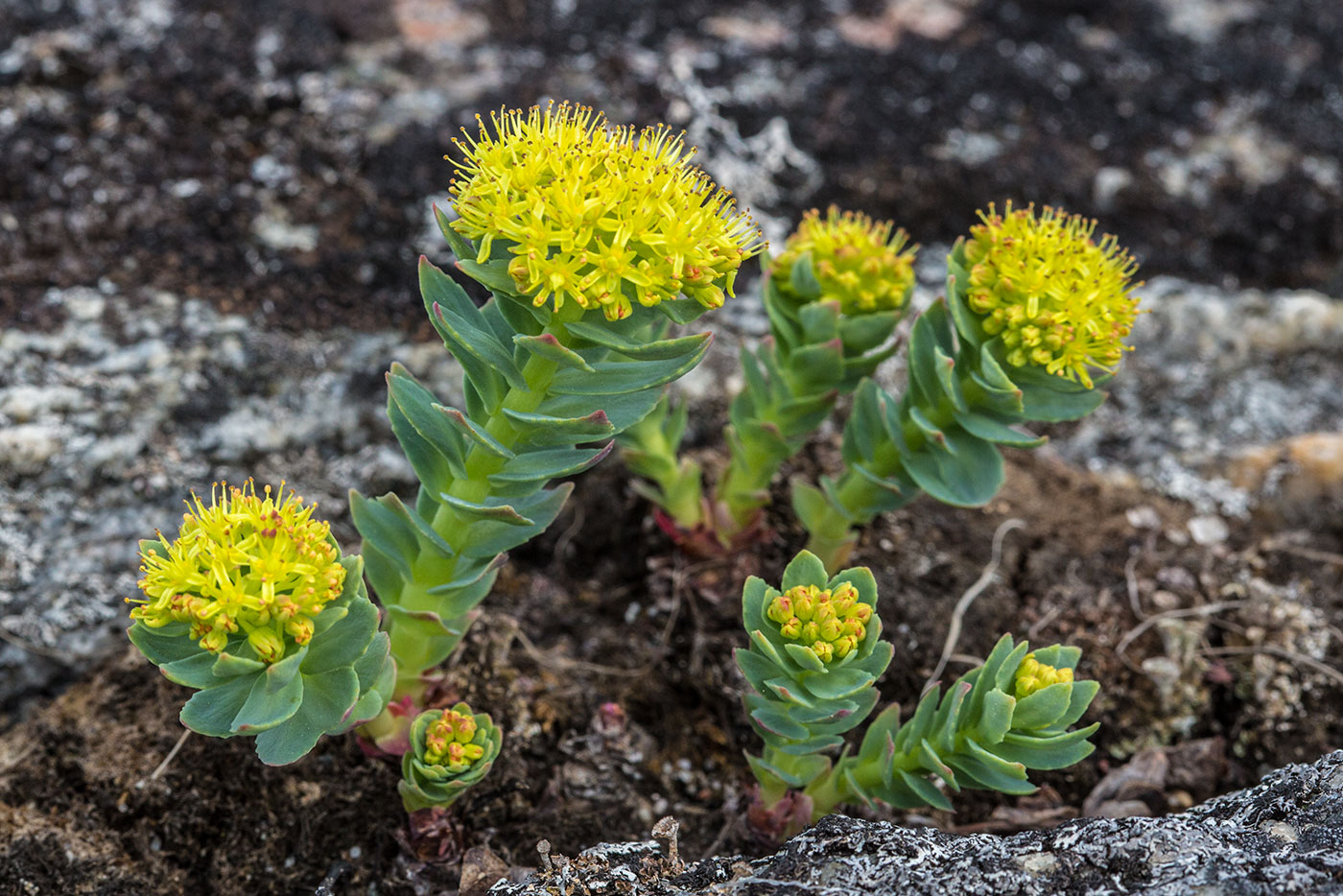
Habitus

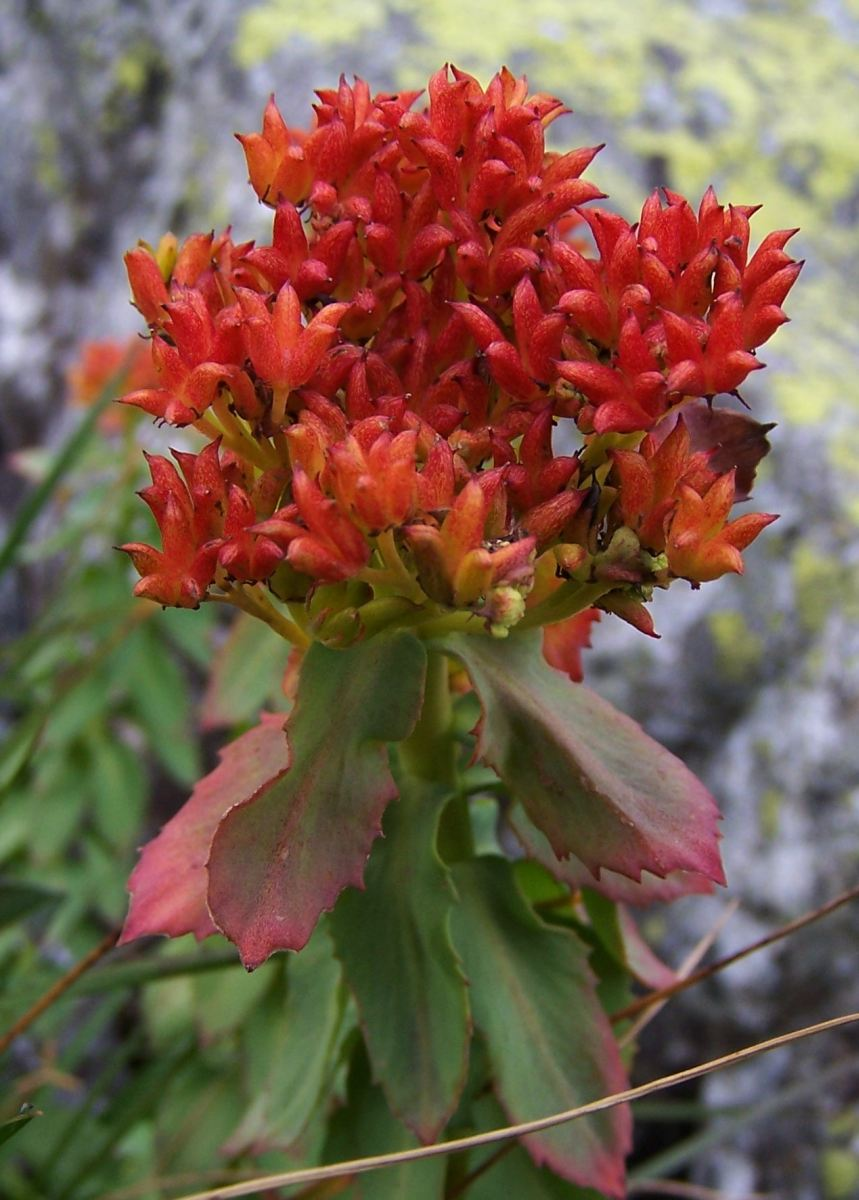
Mehrere rote Balgfrüchte stehen zusammen

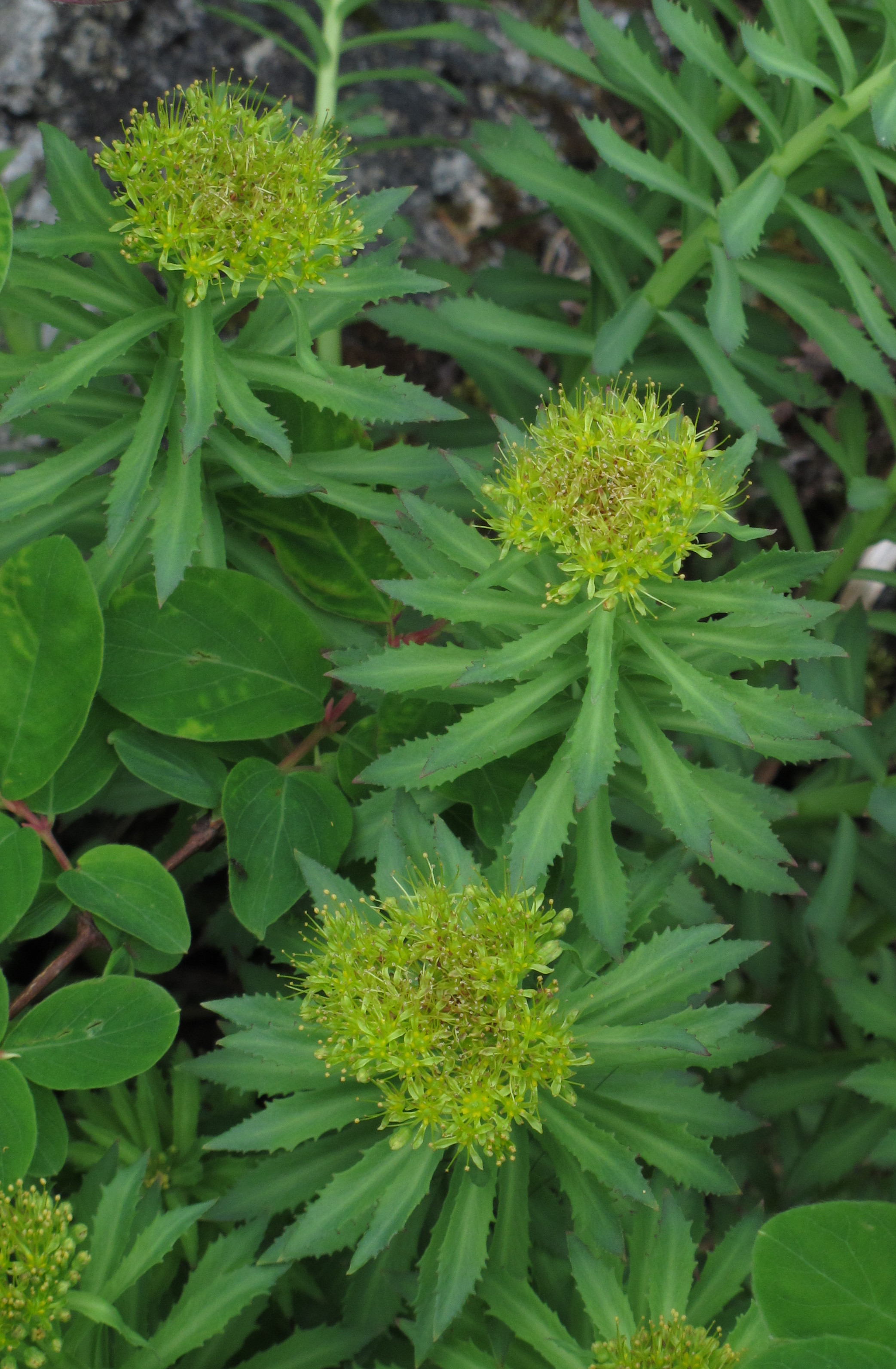
Habitus im Habitat

### Erscheinungsbild
Rosenwurz wächst als ausdauernde sukkulente Pflanze und erreicht Wuchshöhen von meist 5 bis 20, selten bis zu 35 Zentimetern. Es werden Pfahlwurzeln gebildet. Als Überdauerungsorgan wird ein horizontaler oder vertikaler und oft verzweigter, 1 bis 5 Zentimeter dicker, knolliger, unterirdischer Stamm ausgebildet, der einen charakteristisch rosenartigen Geruch aufweist (darum der deutsche Trivialname). Aus diesem unterirdischen Stamm werden mehrere oberirdische Stängel gebildet, die dick, fleischig sowie kahl sind und Schuppen besitzen; wenn sie abgeschnitten oder verletzt werden, ist der charakteristisch rosenartige Geruch wahrnehmbar.

### Laubblätter
Die wechselständig, manchmal pseudo-quirlig am Stängel verteilt angeordneten Laubblätter sind sitzend und sind höchstens eine Vegetationsperiode haltbar. Die dicke, sukkulente, blaugrüne, einfache Blattspreite ist bei einer Länge von 10 bis 40 Millimetern und einer Breite von 2 bis 10 Millimetern verkehrt-lanzettlich bis etwas löffelförmig. Beide Blattflächen sind kahl. Die Blattreihe vor dem Blütenstand ist ganzrandig oder leicht gezähnt.

### Blütenstand und Blüte
Rosenwurz ist zweihäusig getrenntgeschlechtig (diözisch), es gibt also männliche und weibliche Exemplare. Die Blüten stehen in dichten, bündeligen Blütenständen zusammen.
Die gut duftenden, eingeschlechtigen Blüten sind radiärsymmetrisch und besitzen eine doppelte Blütenhülle. Die meist vier, selten drei oder fünf Kelchblätter sind frei. Die 1,5 bis 2,5 Millimeter langen, freien Kronblätter sind bei den weiblichen Blüten gelb, im Verblühen rot-orangefarbenen und bei den männlichen Blüten purpurfarben. In den männlichen Blüten sind sechs bis zehn oder mehr Staubblätter vorhanden. In den weiblichen Blüten sind drei bis sechs freie (apokarpe), oberständige Fruchtblätter vorhanden. Jedes Fruchtblatt enthält nur eine bis einige Samenanlagen.

### Frucht und Samen
Es stehen drei bis sechs aufrechte Balgfrüchte zusammen. Die behaarte, fleischige Balgfrucht ist bei einer Länge von 4 bis 6 Millimetern und einem Durchmesser von 3 bis 5 Millimetern länglich-zylindrisch. Die bei Reife rote bis hellrote Balgfrucht öffnet sich von oben ausgehend. Die Samen sind 0,5 bis 1 Millimeter lang.

### Chromosomensatz
Die Chromosomenzahl beträgt 2n = 22 oder 36.

## Vorkommen
Rosenwurz besitzt eine holarktische Verbreitung. Das Verbreitungsgebiet umfasst die arktischen Gebiete und die Gebirgsregionen Eurasiens und Nordamerikas.
Rosenwurz gedeiht auf feuchten Böden bis hoch in die obere alpine Zone auf Höhenlagen von rund 3000 Metern. Die Höhenlage von 3000 Metern erreicht sie an der Grivola in den Grajischen Alpen. Sie wächst in Bergschluchten, auf feuchten Klippenabsätzen, auf Feuchtwiesen und Moorböden. Die Art kommt auch auf trockenen, sandigen Böden in höheren „Gebirgslagen“ und in etwas beschatteten schneefeuchten Felsspalten des Silikatgesteins vor. Rosenwurz ist in Mitteleuropa eine Art des Verbands Androsacion vandellii. In Deutschland kommt sie nur in Bayern bei Bodenmais und früher auch im Schwarzwald am Belchen vor.
Die ökologischen Zeigerwerte nach Landolt et al. 2010 sind in der Schweiz: Feuchtezahl F = 3+ (feucht), Lichtzahl L = 3 (halbschattig), Reaktionszahl R = 3 (schwach sauer bis neutral), Temperaturzahl T = 1+ (unter-alpin, supra-subalpin und ober-subalpin), Nährstoffzahl N = 2 (nährstoffarm), Kontinentalitätszahl K = 3 (subozeanisch bis subkontinental).

## Inhaltsstoffe
Die Inhaltsstoffe der Wurzeldroge sind vor allem phenolische Glycoside wie z. B. Salidrosid und Rosavin sowie das Aglycon Tyrosol. Eine pharmakologische Wirksamkeit bestimmter Inhaltsstoffe ist aber nicht genau belegt, und sie werden vor allem als Marker-Substanzen für die Identifizierung der Rohdroge und Extrakten herangezogen.
Extrakte des Rosenwurz verlängern die Lebensspanne von Fruchtfliegen um bis zu 24 %.

## Nutzung

### Gesundheitsbezogene Verwendung
In Sibirien wird der Rosenwurz „Goldene Wurzel“ (Золотой Корень, Solotoy Koren) genannt, denn der Wurzelextrakt soll Erinnerungsvermögen, Konzentration und Aufnahmevermögen steigern. Zudem wird er bei Problemen mit Potenzstörungen angewandt. Rosenwurz ist eine adaptogene Heilpflanze, die seit langem medizinische Verwendung in russischen, baltischen und skandinavischen Ländern findet, sowohl als Tee als auch in Form von Extrakten. Auch in anderen Ländern verbreitet sich die traditionell begründete oder volksheilkundliche Anwendung von Zubereitungen des Rosenwurzrhizoms zur Steigerung der Leistungsfähigkeit und zum Stressabbau.
Die Wirkungen werden möglicherweise durch Änderungen des Serotonin- und Dopamin-Niveaus vermittelt: etwa über eine Hemmung der Monoamin-Oxidase, eine bessere Durchlässigkeit der Blut-Hirn-Schranke für Neurotransmittervorstufen und einen Einfluss auf Opioidpeptide (z. B. Endorphine), auch eine verminderte Ausschüttung von Stresshormonen wird diskutiert. Zu möglichen Wechselwirkungen liegen keine ausreichenden Daten vor.
In einem Beurteilungsbericht wertete die europäische Arzneimittelagentur (EMA) Studien zu folgenden Anwendungsgebieten aus: stressbedingte Erschöpfung/Müdigkeit, physische Leistungsfähigkeit, mentale/kognitive Leistungsfähigkeit, nachtschichtbedingte Müdigkeit, Schlafarchitektur, Episoden leichter bis mittelschwerer Depressionen, generalisierte Angststörung. Sie kam zu dem Schluss, dass die Studien in ihrer Qualität sehr stark schwanken und daher keine ausreichenden Beweise für eine therapeutische Wirksamkeit vorlägen. Da aber die Ergebnisse der klinischen Studien den Gebrauch in bestimmten Anwendungsgebieten plausibel mache und Rosenwurz in der Naturmedizin seit langem zum Einsatz komme, wird bei gleichzeitigem Fehlen gravierender Nebenwirkungen das Nutzen-Risiko-Verhältnis für die Anwendung zur vorübergehenden Linderung von Stresssymptomen wie Erschöpfung und Schwächegefühl als positiv beurteilt.

### Sonstige Verwendung
In Norwegen pflanzt man die Rosenwurz als „Taklauk“ auf Dächer ähnlich wie anderswo Hauswurz-Arten.

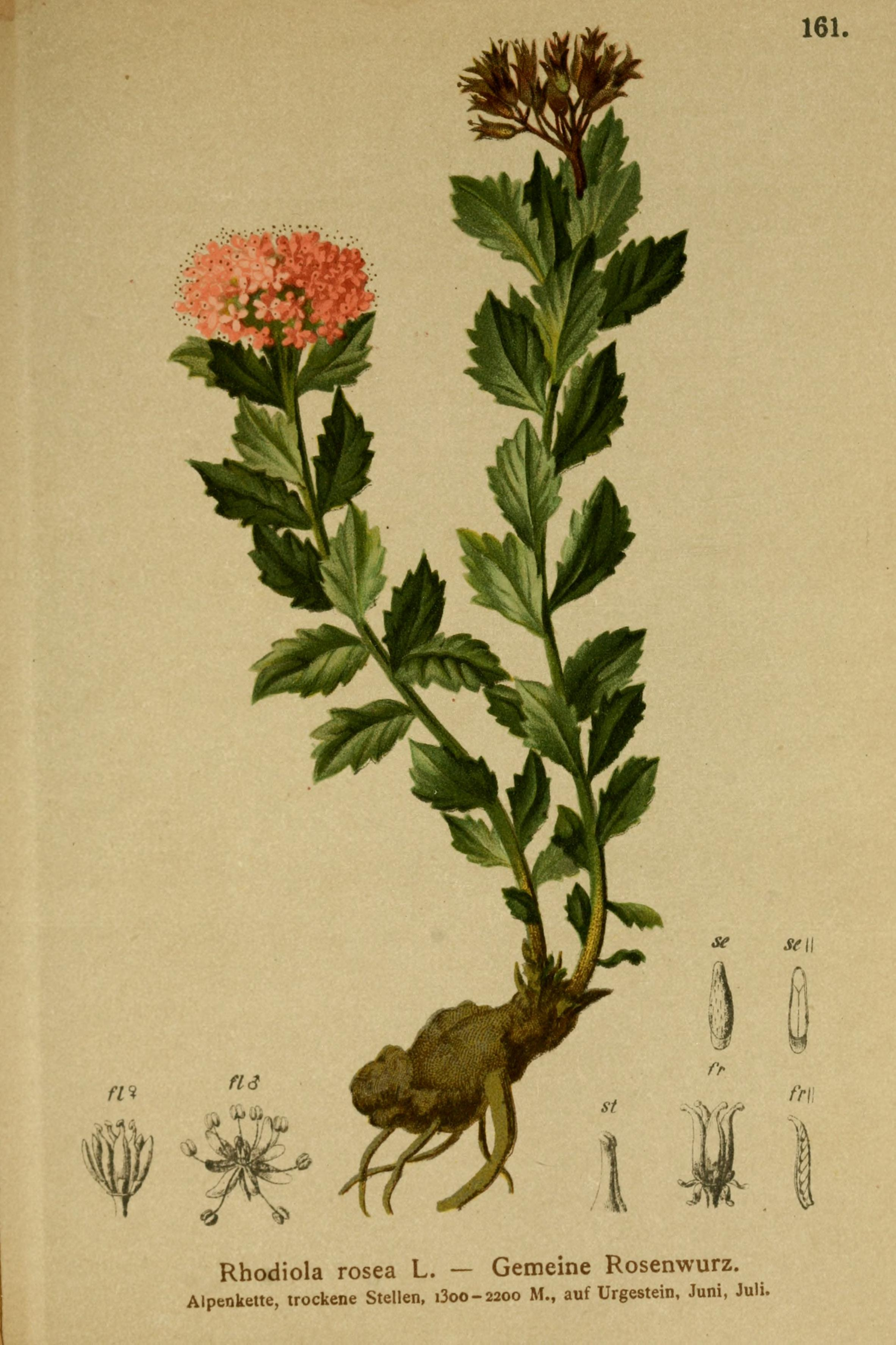
Illustration aus Atlas der Alpenflora, 1882

## Botanische Geschichte
Rosenwurz (lateinisch Rhodia) ist mindestens seit 1542 bei Leonhart Fuchs in Kultur. In seinem lateinischen Kräuterbuch von 1542 schreibt Fuchs: „Nunc in multis Germaniae hortis plantatur“. Die Übersetzung in seinem deutschen Kräuterbuch lautet: „würt aber yetzund bey uns auch in gärten gepflantzt“.
Fuchs wollte die Pflanze in seinen Kräuterbüchern auch abbilden. Da die Rosenwurz aber vor 1542 nicht zur Blüte kam, konnte er nur sterile Pflanzen abbilden lassen. Er schreibt 1543:

„… und das ich erwartet ob sie bluomen bringen wolt, das sie doch im ersten jar nit gethon hat, sonder erst im andern, do ich der sterbenden leüff halben nit hab mögen anheymisch sein.“

Fuchs war wegen einer Pestepidemie nicht in Tübingen anwesend.
Er muss aber die Blüten wenigstens gesehen haben, denn er schreibt 1543 weiter:

„Sie gewindt auch bluomen, welche sie zuo der zeit do ich’s hab lassen malen, noch nit gehabt, derhalben sie seind außgelassen worden. Seind an der farb geel, unnd gestirnt, wie an der kleinen Haußwurtz mennle.“

Die Kleine Haußwurtz mennle ist die Felsen-Fetthenne (Sedum rupestre). Nur im Ulmer Handexemplar von Fuchs sind Blüten der Rosenwurz abgebildet. Die Zeichnung dort ist ein Unikat und wurde vielleicht von Fuchs selbst verfertigt.